# Sebastián Ereros
Sebastián Adolfo Ereros (Caseros, Buenos Aires,  19 de abril de 1985) es un jugador y entrenador de fútbol argentino. Actualmente forma parte del plantel del Deportivo Chascomús del Torneo Regional Federal Amateur. Es hijo del exfutbolista Carlos Ereros.

## Biografía
Formado en las divisiones inferiores de Vélez Sársfield, hizo su debut como jugador profesional en octubre de 2005 durante un partido en que su equipo derrotó al América de México en el Estadio Azteca por la Copa Sudamericana 2005. Posteriormente se afianzó en el equipo, terminando su participación en la Copa Libertadores 2006 como uno de los goleadores del certamen.
Pasó a Tigre en 2007, luego de que el equipo bonaerense ascendiera a la Primera División de Argentina. Fue subcampeón del Apertura 2007.
En julio de 2008 fue nuevamente cedido por Vélez Sársfield pero esta vez al FC Asteras Tripolis de la Superliga de Grecia. Aunque el acuerdo original entre ambos clubes contemplaba que el jugador permanecería un año en Grecia, en el primer semestre de 2009 fue transferido al FK AS Trenčín, un equipo de la segunda división de Eslovaquia.
Fracasada su experiencia europea, Ereros regresó a su país donde primero fue cedido a Gimnasia y Esgrima La Plata para afrontar el Apertura 2009, y luego reforzó a Cerro Porteño en el Apertura 2010.
Ya desvinculado contractualmente de Vélez Sarsfield, el delantero jugó una temporada con All Boys, club que acababa de ascender a la Primera División de Argentina.
En julio de 2011 fue contratado por  Chacarita para jugar en la Primera B Nacional. Al finalizar la temporada, su equipo perdió la categoría, por lo que Ereros continuó con su carrera en el Deportes Iquique de la Primera División de Chile, con el cual también actuó en la Copa Sudamericana y en la Copa Libertadores.
Fue repatriado por Instituto de Córdoba en julio de 2013. Posteriormente jugó para Gimnasia y Esgrima de Jujuy y Talleres de Córdoba, haciendo su regresó a la Primera División de Argentina de la mano de Quilmes durante el primer semestre de 2016, pero volvió al ascenso poco tiempo después. Jugó en Fénix, Defensores de Belgrano, Sportivo Desamparados y San Miguel.
En 2019 dejó de jugar al fútbol asociado para pasar a jugar fútbol playa en los clubes Buenos Aires City y Riestra; sin embargo en enero de 2022 volvió a las canchas de césped al fichar con San Martín de Burzaco de la Primera C.
En febrero de 2023 cambió su rol de jugador por el de entrenador, asumiendo la conducción de Atenas de Río Cuarto, un equipo que militaba a la sazón en el Torneo Federal A, pero en julio de ese año fue desplazado de su puesto por la dirigencia del club a causa de sus malos resultados. Desvinculado del club cordobés, volvió a jugar en Vélez Sarsfield, pero en su equipo senior.
En octubre de 2024 hizo un nuevo regreso a las canchas como jugador profesional, fichando con el Deportivo Chascomús para disputar el Torneo Regional Federal Amateur.

## Clubes
| Club                           | País       | Año       | PJ | Goles |
| ------------------------------ | ---------- | --------- | -- | ----- |
| Vélez Sársfield                | Argentina  | 2005-2007 | 26 | 6     |
| Tigre                          | Argentina  | 2007      | 31 | 2     |
| Asteras Tripolis               | Grecia     | 2008      | 6  | 0     |
| FK AS Trenčín                  | Eslovaquia | 2009      | 14 | 6     |
| Gimnasia y Esgrima de La Plata | Argentina  | 2009      | 5  | 0     |
| Cerro Porteño                  | Paraguay   | 2010      | 19 | 2     |
| All Boys                       | Argentina  | 2010-2011 | 26 | 1     |
| Chacarita Juniors              | Argentina  | 2011-2012 | 31 | 5     |
| Deportes Iquique               | Chile      | 2012-2013 | 31 | 4     |
| Instituto de Córdoba           | Argentina  | 2013-2014 | 32 | 3     |
| Gimnasia y Esgrima de Jujuy    | Argentina  | 2014      | 18 | 1     |
| Talleres de Córdoba            | Argentina  | 2015      | 12 | 0     |
| Quilmes                        | Argentina  | 2016      | 6  | 0     |
| Fénix                          | Argentina  | 2016      | 0  | 0     |
| Defensores de Belgrano         | Argentina  | 2017      | 5  | 0     |
| Sportivo Desamparados          | Argentina  | 2017-2018 | 11 | 0     |
| San Miguel                     | Argentina  | 2018-2019 | 7  | 0     |
| San Martín de Burzaco          | Argentina  | 2022      | ?  | ?     |
| Deportivo Chascomús            | Argentina  | 2024      |    |       |